# Juhel II de Mayenne
Juhel II de Mayenne  (1110-23 novembre 1161), seigneur de Mayenne (1120), seigneur de Gorron et d'Ambrières. 

## Biographie
Juhel II de Mayenne était fils de Gautier, seigneur de Mayenne et de Alix de Beaugency, et frère consanguin de Hamelin, né du mariage de Gautier avec Adeline d'Alençon. 
Il épousa Clémence de Bellême, dont il eut notamment :
- Geoffroy III de Mayenne ;
- Guillaume de Mayenne, quatrième fils[1]. De ce Guillaume est sortie une branche, où le nom de cette famille s'est conservé jusqu'en 1561, selon l' Histoire généalogique de la maison de Quatrebarbes.

En 1140, Mathilde l'Emperesse donna la terre de Villaines, à Juhel de Mayenne, en remerciements des services qu'il avait rendus. La seigneurie prit alors son nom : Villaines-la-Juhel.